# Биготтини, Эмилия
Эмилия Биготтини (фр. Émilie-Jeanne-Marie-Antoinette Bigottini, 16 апреля 1784, Тулуза — 28 апреля 1858, Париж) — артистка балета итальянского происхождения, солистка парижской Оперы с 1801 по 1823 год. Наряду с Фанни Биас — ведущая танцовщица периода Реставрации. Любимая танцовщица Наполеона I:74 и муза балетмейстера Луи Милона:73. 
Своим успехом Биготтини была обязана как своей чувствительной игрой, так и грациозным стилем танца. Ей идеально подходили героини сентиментальных романов, такие как Нина и Клари, невинно страдающие, прежде чем судьба не вознаградит их:74. Свободно владея танцевальной техникой, она не была виртуозной танцовщицей, подобно Фанни Биас — её способности лежали в области актёрской выразительности. Обладая большим драматическим даром, унаследованным от отца, она успешно развивала выразительные возможности пантомимы:384, в которой находила разнообразные краски, от игриво-резвых, до сгущённо-трагических, что отвечало требованиям хореографов — создателей мелодраматического репертуара:390.

## Биография
Эмилия Биготтини родилась в Тулузе, в семье итальянского актёра, известного Арлекина Франческо Биготтини, гастролировавшего со своей труппой по всей Европе, и его жены Доминикетт Лакост, родом из Гаскони. Ребёнка крестили 17 апреля 1784 года в приходе тулузского собора Сент-Этьен. 
Эмилия училась танцу у своего зятя, танцовщика и балетмейстера Луи Милона. В 1799 году, в возрасте 15 лет, она дебютировала на сцене театра Амбигю-комик, исполнив две разносторонние партии в балете Милона «Пигмалион», после чего, как и постановщик, была приглашена в Театр республики и искусств: «прехорошенькая дебютантка» перенеслась туда из бульварного театра «одним махом»:Кастиль-Блаз, 391. 
В 1800 году она впервые вышла на сцену Национального театра на улице Права, где труппа выступала с 1794 по 1820 годы: исполнив роль пастушки в балете Пьера Гарделя «Суд Париса», она смогла затмить Венеру — «королеву танца» м-ль Клотильд. Затем Биготтини исполнила главную роль в балете Гарделя «Психея». 
Будучи «заместительницей балерин», она танцевала в различных балетах и многочисленных дивертисментах: Гардель и Милон занимали её в танцевальных партиях нимф, пастушек и богинь своих мифологических балетов:391. Среди её партнёров были Альбер, Анатоль и Огюст Вестрис. Новерр, увидевший её танец, заметил, что

Она стройна, хорошо сложена и имеет интересное лицо. Она гонится, ещё далеко отставая, по сверкающему и лёгкому следу прелестных ножек нашей современной Терпсихоры, но, теряя её из виду, неизменно сбивается с пути. Публика поощряет её многочисленными аплодисментами, однако ценители желают, чтобы она больше не пренебрегала головой, верхом корпуса и руками, дающими наибольшее преимущество. Они также желают, чтобы она стремилась к усилению выворотности; у её антраша появится больше блеска. Несмотря на эти маленькие промахи, м-ль Биготтини — танцовщица, которая со временем займёт первое место в Опере.— Жан-Жорж Новерр:162
 Далее, говоря о танцовщице Мильер, он  посоветовал ей, впрочем, как и Биготтини, «тренировать ухо» и быть более точным к музыке, не пренебрегая этой частью исполнения.   
Заняв положение солистки в 1801 году, Биготтини, соперничая на сцене с Мари Гардель, постепенно продвигалась по иерархической лестнице, введённой Новерром, и в 1812 году получила высший театральный ранг того времени — фр. premier sujet («первый сюжет»). В том же году она исполнила партию моабитянки Лии в балете Гарделя «Блудный сын» — роль второго плана, которую она смогла оживить, прорисовав тонкими красками рождение любви в сердце неопытной девушки, безоглядную пылкость признаний, горечь и стыд внезапного разочарования:392.   
В ноябре следующего, 1813 года, Биготтини достигла вершин в своём творчестве, исполнив главную партию в балете Милона «Нина, или Сумасшедшая от любви». Так как мимический текст ограниченнее оперных арий, от балерины здесь требовались редкий дар вживания в образ и способность найти оттенки эмоций, позволяющих расцветить повторы сходных ситуаций. Героиня балета, Нина, теряла разум в середине I акта, когда отец приводил к ней нелюбимого жениха: она, «словно поражённая молнией, оставалась неподвижной. Затем дрожь охватывала все её члены; уставив очи в графа, она пыталась что-то объяснить, но не могла; её лицо затопляли слёзы, и она с мольбой падала на колени», затем, очнувшись, «открывала глаза и не проливала ни слезинки; уставясь в одну точку, она как бы пыталась вспомнить, что произошло». Мысли героини скользили и обрывались, внезапно переходя от всплесков счастливых воспоминаний к отчаянию или испугу, и актриса сумела наполнить живым смыслом длинные эпизоды пантомимы, захватить зал игрой своих чувств. Критика отмечала, что получив эту роль в пантомиме, м-ль Биготтини «проявила такую чувствительность, такую силу выражения, что может занять место рядом со своею моделью». По-видимому, балерина постоянно совершенствовалась в этой роли, так как Гектор Берлиоз, смотревший «Нину» 9 лет спустя, в 1822 году, был «глубоко взволнован... душераздирающей пантомимой м-ль Биготтини»:392-393.
По желанию австрийского императора Франца II, Эмилия танцевала в Вене во время Венского конгресса (сентябрь 1814 — июнь 1815). Венцы настолько оценили её мимическое искусство, что прозвали Биготтини «ушами глухого». В дальнейшем характеры героев, исполняемых балериной, мельчились; пантомимный текст всё дальше уводил к прямому переводу словесной речи на язык невнятной жестикуляции — упадок жанра всё отчётливей проступал в спектаклях Оперы:394. Тем не менее, Биготтини, единственная из артистов, ещё сохраняла в своём исполнении  вкус и чистоту старой исполнительской школы:82.   
В 1816 году, когда Мари Гарель ушла со сцены, Эмилия заняла место первой балерины театра. В 1820-м году, исполнив драматически насыщенную роль Клари («Клари, или Обещание жениться» Луи Милона) и партию лукавого, весёлого пажа Виктора («Пажи герцога Вандомского» Жана Омера) она доказала, что ей одинаково подвластны и надрыв сентиментальной мелодрамы и пикантность водевиля:393. В «Клари», наполненной конфликтом разнородных чувств, игра Биготтини потрясала зрителей, превзойти её не могла ни одна балерина за те одиннадцать лет, что балет сохранялся в репертуаре:394. В «Пажах герцога Вандомского» она, по-видимому, обладая прекрасной фигурой, ловко носила мужской костюм, предваряя амплуа травести. Одетая таким образом, Эмилия затмевала своих партнёрш, предлагая публике «любоваться пикантной женственностью маскарада»:394. Успех этого балета побудил Омера создать для неё другую роль-травести — пажа-проказника Оливера («Альфред Великий»), который волочился за поселянками и в то же время, проявляя характер, отказывался покинуть в беде своего господина, обещая из повесы превратиться в образцового рыцаря. 

18 декабря 1823 года состоялся бенефис балерины, специально для которого Жан Омер перенёс на сцену Оперы из театра Порт-Сен-Мартен свой спектакль «Ветреный паж»: сначала Эмилия исполнила танцевальную роль игривой и находчивой Сюзанны, а затем дебютировала как драматическая актриса, исполнив роль пажа Эдуарда в пьесе Александра Дюваля «Молодость Генриха V». Всегда стремившаяся соединить балет с драмой, Эмилия не уступила исполнительнице роли Бетти — знаменитой актрисе м-ль Марс, критики похвалили её за «дикцию и чарующий тембр»:395. В финале зрители и труппа устроили бенефициантке овацию и увенчали её цветами под чтение стихов Эжена Скриба, последние строчки которых гласили:
Своим талантом ты вызывала слёзы. Их более исторгнет твой уход.
29 декабря 1823 года балерина попрощалась с публикой, исполнив в одном вечере роли Сюзанны (Керубино?) («Ветреный паж») и Нины («Нина, или Сумасшедшая от любви»). Контраст этих партий произвёл должный эффект: «в конце ей долго и шумно аплодировали, а когда занавес опустился совсем и зал затих, никто не тронулся с места, надеясь увидеть её снова. Но товарищи уже вели её, плачущую, в уборную, куда она возвращалась последний раз»:395.
Однако три с небольшим года спустя, 18 апреля 1827 года, Эмилия Биготтини вышла на сцену ещё раз, отдав дань благодарности Луи Милону, исполнив роль Нины в его прощальном бенефисе. Графиня Даш оставила воспоминания об этом вечере: 

Никогда больше я не испытывала подобных чувств — она заставила меня выплакать глаза, выплакать из-за пантомимного отрывка! И не я одна вела себя так неприлично, если почесть это неприличным. Все зрители были потрясены. Игра её лица, жесты были так трогательны, она передавала помешательство от любви так убедительно, что ни одно сердце не осталось не задетым. Сомневаюсь, чтобы ещё когда-нибудь искусство достигало подобных вершин... В конце, когда она вновь соединялась с возлюбленным и обретала рассудок, её лицо освещалось умом, счастьем, вызывая гром аплодисментов.— Dash. Mémoires des autres:395.
Специально для Эмилии Биготтини, в расчёте на её пантомимный дар, драматург Эжен Скриб и композитор Даниэль Обер создавали спектакль «Немая из Портичи», однако к моменту постановки оперы балерина уже покинула театр и главную роль Фенеллы исполнила Лиз Нобле:397.

### Семья и личная жизнь
Её сестра, Луиза Биготтини (г-жа Луи Милон), родившаяся в 1756 году, также была танцовщицей — она танцевала в Опере партии второго плана и покинула театр ещё до революции 1789 года:390. 
Сама Эмилия, вероятно, некоторое время была фавориткой князя Николая Юсупова, который впоследствии хранил в своём кабинете портрет балерины. Также имела любовный роман с Евгением Богарне, а затем — с гран-маршалом Наполеона I Жераром Дюроком, от которого родила дочь и сына:391. Всего Биготтини имела четырёх детей.

## Признание
В честь Биготтини назван сорт чайной розы двойного цветения, выведенный французскими ботаниками Жан-Пьером Вибером и Жаном Лаффе в 1825 году. Её цветки светло-розового цвета с лиловым оттенком, обратная сторона лепестков чуть темнее.
Портрет Биготтини с обозначением года её дебюта (1801, в действительности дебютировала в 1800-м), написанный Гюставом Буланже, располагается на фризе Танцевального фойе Гранд-Опера среди других двадцати портретов выдающихся танцовщиц Оперы конца XVII — середины XIX веков.

## Репертуар
- 1799 — Дельфида (I акт), Галатея (II акт), «Пигмалион» Луи Милона
- ок. 1800/1801 — Пастушка, «Суд Париса», Психея, «Психея» Пьера Гарделя на музыку Эрнеста Миллера
- 24 июня 1806 — Мария, «Поль и Виргиния» Пьера Гарделя на музыку Родольфа Крейцера (Доминго — Огюст Вестрис)
- 8 марта 1808 — Грация, «Антоний и Клеопатра» Жана Омера на музыку Родольфа Крейцера (вместе с балеринами Мильер и Ривьер)
- 22 (28) апреля 1812 — Лия, «Блудный сын» Пьера Гарделя на музыку Анри Бертона (Азаэль — Огюст Вестрис, Иефтель — Мари Гардель)
- 23 ноября 1813 — Нина, «Нина, или Сумасшедшая от любви» Луи Милона на музыку Луи Персюи
- 4 апреля 1815 — «Деревенское испытание» Луи Милона на музыку Луи Персюи
- 18 февраля 1818 — Прозерпина, «Прозерпина» Пьера Гарделя на музыку Жана Шнейцхоффера
- 30 сентября 1818 — «Оправданная служанка» Пьера Гарделя на музыку Родольфа Крейцера
- 19 июня 1820 — Клари, «Клари, или Обещание жениться» Луи Милона на музыку Родольфа Крейцера (герцог Мевилла — Альбер)
- 18 октября 1820 — Виктор, «Пажи герцога Вандомского» Жана Омера на музыку Адальберта Гировеца (Элиза — Фанни Биас)
- 18 сентября 1822 — Оливер, «Альфред Великий» Жана Омера на музыку Роберта фон Галленберга и Александра Дюгазона (Альфред — Альбер)
- 3 марта 1823 — Золушка, «Золушка» Альбера на музыку Фердинанда Сора (Принц — Альбер)
- 1 октября 1823 — Алина, «Алина, царица Голконды» Жана Омера на музыку Александра Дюгазона
- 18 декабря 1823 (бенефис) — Сюзанна либо Керубино, «Ветреный паж» Жана Омера на музыку Анри Дарондо; Эдуард, «Молодость Генриха V» Александра Дюваля (Бетти — м-ль Марс)